# London (Kentucky)
London es una ciudad ubicada en el condado de Laurel en el estado estadounidense de Kentucky. En el Censo de 2010 tenía una población de 7993 habitantes y una densidad poblacional de 298,64 personas por km².

## Geografía
London se encuentra ubicada en las coordenadas 37°7′14″N 84°4′52″O / 37.12056, -84.08111. Según la Oficina del Censo de los Estados Unidos, London tiene una superficie total de 26.76 km², de la cual 26.67 km² corresponden a tierra firme y (0.37%) 0.1 km² es agua.

## Demografía
Según el censo de 2010, había 7993 personas residiendo en London. La densidad de población era de 298,64 hab./km². De los 7993 habitantes, London estaba compuesto por el 94.91% blancos, el 1.74% eran afroamericanos, el 0.19% eran amerindios, el 0.61% eran asiáticos, el 0.03% eran isleños del Pacífico, el 1.05% eran de otras razas y el 1.48% pertenecían a dos o más razas. Del total de la población el 2.41% eran hispanos o latinos de cualquier raza.